# ГЕС Лонг-Лейк
ГЕС Лонг-Лейк — гідроелектростанція у штаті Вашингтон (Сполучені Штати Америки). Знаходячись після ГЕС Найн-Майл (26 МВт), становить нижній ступінь каскаду на річці Спокен, лівій притоці Колумбії (має устя на узбережжі Тихого океану на межі штатів Вашингтон та Орегон).
У межах проекту річку перекрили бетонною водозливною греблею висотою 63 метри, довжиною 122 метри та товщиною по основі 76 метрів. Ліворуч від неї знаходиться розташована під кутом бетонна споруда з облаштованим у ній водозабором, яка має висоту 30 метрів, довжину 73 метри та товщину по основі 30 метрів. Крім того, вище по течії на лівобережжі для закриття сідловини звели аркову греблю висотою 30 метрів, довжиною 165 метрів та товщиною по основі 15 метрів. Зазначені споруди утримують витягнуте по долині Спокен на 39 км водосховище Лейк-Спокен з площею поверхні 20,3 км2 та об’ємом 300 млн м3.
Пригреблевий машинний зал обладнали чотирма турбінами типу Френсіс потужністю по 13,9 МВт, які використовують напір у 52 метри.